# OVER RUN
『OVER RUN』（オーバー・ラン）は、EARTHSHAKERの5枚目のオリジナル・アルバム。

## 概要
解散前にキングレコードのNEXUSレーベルからリリースされた最後のアルバム。シンセサイザーが導入されているのが本作の特徴。また、新たな試みとして、キーボードを大胆にフィーチャーしている。
2010年10月6日には、メンバー立会いのもと、リマスタリングを行い、1985年のミニ・アルバム『SHAKER'S SHAKIES』の収録曲をボーナス・トラックとして追加し、SHM-CD仕様で再発売した。
2017年11月8日には、Blu-spec CD仕様で再発売した。

## 収録曲
（全作詞：西田昌史、全作曲（特記以外）：石原慎一郎）
1. DON'T NEED TO SURRENDER
2. GAMBLER
3. LITTLE GIRL
4. SILENT ANIMAL
  - 作曲：西田昌史
5. HEARTBREAK NIGHT
6. PAPER MUSIC
7. いま君にまた逢えて
  - 作曲：西田昌史
8. なくした唄を
  - 作曲：甲斐貴之
9. I'M LIKE A GYPSY YOU'RE LIKE A GYPSY
  - 作曲：西田昌史
10. 銀のピアス
  - 作曲：西田昌史
11. SHADOW※2010年盤のみ
12. 心までは※2010年盤のみ
13. ORANGE AGENT※2010年盤のみ
  - 作曲：永川敏郎
14. 置きざりし刻～MORE※2010年盤のみ
15. ありがとう君に (武道館LIVE)※2010年盤のみ
16. SUNDAY OF PEOPLE[注 1]※2010年盤のみ